# Вузькоколійна залізниця Дубриничі — Люта
В́узькоколійна залізн́иця Дубр́иничі — Л́юта — одна з недіючих вузькоколійних залізниць в Україні, в Перечинському районі Закарпатської області.

## Опис та історія
У 1890-х роках в долині річки Лютянка функціонувала залізниця на кінській тязі довжиною 7,2 км.
У 1902 році вузькоколійка стала власністю товариства хімічного промислу «Bantlin» («Bantlin´sche Zellulose AG»), яка побудувала лісохімзавод в Перечині. Довжина шляхів на цей момент становила 13,3 км, а ширина колії — 760 мм. Одразу після придбання залізниці, вона була переведена на парову локомотивну тягу. Лінія починалася в Дубриничах, де мала сполучення із стандартною залізницею Ужгород — Перечин — Великий Березний. Залізниця використовувалась для перевезення деревини з долини річки Лютянка до широкої колії, якою сировина транспортувлась до заводу в Перечині.
У 1906 році компанія «Bantlin» закупила ліс в околицях села Чорноголова і вузькоколійна залізниця була подовжена до 30 км. Перед Чорноголовою колія мала два відгалуження: одна гілка прямувала долиною річки Бачава до вершини Чело (623 м), інша гілка йшла паралельно з основною лінією до складських будівель.
У 1933 році у Дубриничах побудовано залізничний міст на річці Уж.
Залізницю закрито у 1974 році як нерентабельну. Колії та переїзди повністю розібрано. Поблизу села Дубриничі збереглися залишки залізничного мосту через річку Уж.

## Рухомий склад
У 1917–1918 роках на вузькоколійці Дубриничі—Люта експлуатувались 4 локомотиви на паровій тязі. У 1922 році з Перечина на залізницю був переданий паровий локомотив «Arad» з фабричним номером 106, вироблений у 1901 році. Цей локомотив експлуатувався до 1939 року
У 1937 році на залізниці Дубриничі—Люта експлуатувались 44 вантажні вагони, 1 службовий та 2 вагони для перевезення робітників.